# ألونسوة خطية الأوراق
ألونسوة خطية الأوراق (الاسم العلمي: Alonsoa linearifolia) هي نوع من القوارض تتبع جنس الألونسوة من الفصيلة الغدبية.